# Francis Escudero
Francis Joseph Escudero y Guevara, o Chiz nació el 10 de octubre de 1969. Es hijo del exministro de Agricultura Salvador H. Escudero III de Sorsogon y de la educadora Evelina B. Guevara. Es Senador de Filipinas desde 2007.
Obtuvo su grado de Bachelor of Science de Política en 1989 y en Derecho en la misma  Universidad de Filipinas en 1993. Estudió más tarde en la Facultad de Derecho de la Universidad de Georgetown en Washington D. C.el máster en Derecho Internacional y Comparativo, graduado en 1996. Es el Escudero de cuarta generación que sirve en un cargo público. Comenzó su carrera política a la edad 28 años, en 1998,  como el representante del primer distrito de Sorsogon para el 11.° Congreso de las Filipinas. Fue elegido Assistant Majority Floor Leader del 11.° Congreso de junio de 1998 a noviembre de 2000, y  Second Deputy Majority Floor Leader del 11.º congreso de noviembre de 2000 a enero de 2001. Fue Assistant Deputy Majority del 11º Congreso a partir de enero a junio de 2001.